# جيري أوستن
كان جيري أوستن (1876-1927) ممثل أفلام أمريكي صامت من مينيسوتا. بدأ العمل في الأفلام عام 1914 وظهر آخر مرة في فيلم Cecil B. DeMille King of Kings" (1927)". دخل أوستن الأفلام مع شركة كَلِم. مات أوستن بالسرطان.